# Izoterma reakcji
Izoterma reakcji (izoterma van ’t Hoffa) – zależność powinowactwa chemicznego reakcji (A) od stałej równowagi reakcji (K) i rzeczywistych stężeń substratów i produktów reakcji w środowisku reakcji oraz warunków fizycznych (np. ciśnienia i temperatury).
W przypadku reakcji chemicznej, przebiegającej w temperaturze T, opisanej ogólnym równaniem:
a A + b B ⇌ c C + d D
izoterma van ’t Hoffa ma postać:
{\displaystyle A=RT(\ln {\frac {c_{C}^{c}c_{D}^{d}}{c_{A}^{a}c_{B}^{b}}}-\ln K_{c}),}
gdzie:
{\displaystyle c_{i}} – stężenia molowe reagentów (A, B, C i D),
{\displaystyle K_{c}} – stała równowagi (analogiczny iloraz stężeń reagentów w stanie równowagi),
{\displaystyle R} – stała gazowa.
Powinowactwo chemiczne (A) jest wyrażane w warunkach T,p = const przez zmianę entalpii swobodnej Gibbsa (ΔG, potencjał izotermiczno-izobaryczny), a w warunkach T,v = const przez zmianę energii swobodnej Helmholtza (ΔF, potencjał izotermiczno-izochoryczny).
Przedstawiona forma równania izotermy odnosi się do reakcji w rozcieńczonych roztworach. W przypadku reakcji w roztworach stężonych zamiast stężeń stosuje się ich aktywności, a w przypadku reakcji gazowych – ich ciśnienia cząstkowe.
Izoterma reakcji umożliwia przewidywanie kierunku reakcji chemicznej (biegnącej samorzutnie w taką stronę stanu o najniższej energii). Nie określa szybkości tych reakcji – zagadnień kinetyki reakcji dotyczy empiryczna „reguła van ’t Hoffa” oraz równanie Arrheniusa.